# Tour Égée
La Tour Egée è un grattacielo di uffici di 40 piani e alto 155 metri. Il grattacielo si trova nel distretto degli affari de La Défense, precisamente a Courbevoie, comune alla periferia ovest di Parigi.

## Costruzione
La torre è stata costruita nel 1999, ed è la "gemella" della Tour Adria.